# Александровка (Бурынский район)
Алекса́ндровка (укр. Олекса́ндрівка) — село,
Александровский сельский совет,
Бурынский район,
Сумская область,
Украина.
Код КОАТУУ — 5920980401. Население по переписи 2001 года составляло 533 человека.
Является административным центром Александровского сельского совета, в который не входят другие населённые пункты.

## Географическое положение
Село Александровка находится на расстоянии в 5 км от города Бурынь.
К селу примыкает большое поле покрытое ирригационными каналами.
По селу протекает пересыхающий речей с запрудой.
В 2-х км проходит железная дорога, ближайшая станция Степановка (3 км).

## История
- Село основано во второй половине XVII века. В Курском областном архиве хранятся материалі об єтом населенном пункте.
- Ревизские сказки крепостных крестьян и дворовых людей помещика Степанова Платона Васильевича в с. Александровке (Вегеровке) Путивльского уезда Курской губернии по 9-й ревизии 1850 г. (ГАКО, фонд 184, опись 2, дело 912, лл. 1202—1231)
- В государственном архиве Курской области в фонде № 68 «Курское губернское по крестьянским делам присутствие» (опись № 1 дел постоянного хранения за 1861—1882 гг.) хранится «Дело по жалобе путивльского помещика сел Александровка и Гвинтово Путивльского уезда действительного статского советника П. Р. Степанова на притеснения мирового посредника Студинского» на 8 листах за 25 октября 1862 — 27 января 1863 гг.
- В государственном архиве Курской области в фонде №201 «Курская губернская по землемерной части землеустроительных комиссий» (опись № 1 дел постоянного срока хранения за 1724—1917 гг.) хранится под № 101 «Дело о выделении отрубных участков крестьянам с. Александровка Путивльского уезда А. С. Путиеву, А. Ф. Нестеренко и А. К. Вернигоре в даче 3-й и 5-й частях с. Александровка» на 26 листах за 10 апреля — 5 мая 1915 г.

## Экономика
- Свино-товарная ферма.

## Объекты социальной сферы
- После Великой Отечественной войны в селе некоторое время работал детский дом, который был расформирован, а дети переведены в другие детдома Сумской области.
- Детский сад.
- Школа І-II ст.

## Известные люди
- Уроженец Александровки Иван Васильевич Просолов за образцовое выполнение заданий командования в боях на р. Халхин-Гол и проявленные при этом мужество и отвагу в 1939 г. удостоен звания Героя Советского Союза.

## Достопримечательности
- В Александровке сооружен памятник советским воинам, погибшим при освобождении села от гитлеровцев